# Апперкот для Гитлера
«Апперкот для Гитлера» — 4-серийная военно-историческая драма, основанная на реальных событиях, происходивших во время Великой Отечественной войны. В картине повествуется о судьбе советского разведчика, спортсмена Игоря Миклашевского.
Премьера фильма состоялась 8 мая 2016 года на телеканале «НТВ».
В 2018 году фильм приобрёл американский интернет-видеосервис Amazon PrimeVideo, где фильм транслируется под названием «Uppercut for Gitler».

## Сюжет
Молодой, подающий большие надежды боксёр Игорь Миклашевский попадает в разработку НКВД и получает секретное задание. Он должен под видом дезертира-перебежчика попасть к немцам, войти в доверие и провести диверсию с целью убийства Гитлера. Для выполнения задания ему приходится стать личным «гладиатором» штандартенфюрера и азартного игрока Вальтера Шлосса. Благодаря своей возлюбленной, француженке русского происхождения Анастасии Шуваловой, которая является связной, он находит помощников. Игорь, являясь племянником Блюменталь-Тамарина, приближается к высшему обществу нацистской Германии. Одновременно с этим он делает головокружительную карьеру в боксе. И когда цель его миссии практически достигнута, за мгновение до покушения на Гитлера, операцию отменяют. В ставке Сталина решают, что убийство фюрера может повлечь за собой объединение Германии с «союзниками», чья разведка уже пытается завербовать Миклашевского. Игорь теряет многих друзей, включая свою возлюбленную, но выходит победителем.

## В ролях
- Антон Момот — Игорь Миклашевский
- Полина Толстун — Анастасия Шувалова, связная
- Андрей Лёвин — Вальтер Шлосс, штандартенфюрер
- Татьяна Аптикеева — Августа Леонидовна Миклашевская
- Наталья Высочанская — Ольга Чехова
- Михаил Смирнов — Сталин
- Дмитрий Сутырин — Судоплатов
- Алексей Эйбоженко — Берия
- Дмитрий Лебедев — Виктор Ильин
- Сергей Барковский — Блюменталь-Тамарин
- Александр Большаков — Йозеф, тренер
- Игорь Черневич — Гитлер
- Артур Харитоненко — Гиммлер
- Анастасия Барашкова — Ева Браун

## Место съёмок
Съёмки фильма велись в Санкт-Петербурге.
Исполнитель главной роли — боксёра Миклашевского — актёр Антон Момот любительски занимается боксом.

## Факты
Как сообщили в музее истории разведки, реальный Миклашевский никогда не был долго в Берлине, никакой берлинской квартиры у Блюменталь-Тамарина не было. Миклашевский не был принят в верхах рейха и не мог устранить Гитлера так, как это описано в фильме. Историю, послужившую основой фильма, придумал в 60-х годах куратор Миклашевского Виктор Николаевич Ильин, причём, видимо, не столько для патриотического воспитания молодёжи, сколько для отвлечения внимания и от работы Миклашевского в РОА, и от неудач Миклашевского при попытке покушений на Тамарина, и от реального советского разведчика, действительно успешно готовившего покушение на Гитлера и продолжавшего в 60-е годы нелегальную работу. Заданием Миклашевского было убийство мужа его тёти Блюменталя-Тамарина, с которым он не справился якобы из-за продолжавшихся многие годы постоянных осечек пистолета. Блюменталь-Тамарин повесился 10 мая 1945 года, возможно, без участия племянника. Миклашевский всё же вывез в СССР весь его архив. Миклашевский должен был вести работу в РОА, и во время войны он не мог бы её выполнять, застрелив дядю. Мать Миклашевского утверждала, что её сын из разведывательной миссии в Западной Европе не вернулся, то есть, вместо него вернулся другой человек.